# A&M Records
A&M Records és una companyia discogràfica nord-americana propietat d'Universal Music Group que distribueix a través de la divisió Interscope-Geffen-A&M.

## Història

### Inicis
A&M Records va ser fundada el 1962 per Herb Alpert i Jerry Moss sota el nom de Carnival Records. Amb aquesta denominació van editar dos singles abans de descobrir que una altra discogràfica ja tenia el nom de Carnival abans que ells. Llavors, la companyia va passar a dir-se A&M Records, en honor de les inicials dels cognoms dels seus fundadors. Entre 1966 i 1969, el segell es va instaurar en l'estudi Charlie Chaplin a Hollywood, Califòrnia.
Durant les dècades dels 60 i els 70, A&M va patrocinar als grups i solistes emergents del pop "suau", com Herb Alpert & The Tijuana Brass, Baja Marimba Band, Burt Bacharach, Sérgio Mendes, Carpenters, We Five, Chris Montez, Captain And Tenille, Paul Williams, Joan Baez i Phil Ochs.
A finals dels 60, la companyia va afegir artistes britànics al seu repertori, entre els quals destaquen Joe Cocker, Procol Harum, Fairport Convention o Spooky Tooth. En la dècada de 1970 va començar a produir àlbums de Carole King i Cheech And Chong gràcies a un acord amb Ode Records. Tanmateix, la major font d'ingressos del segell va venir gràcies a la popularitat de The Carpenters, que va vendre prop de 100 milions de discos a tot el món. Altres artistes lucratius mantinguts per A&M Records van ser Supertramp, Peter Frampton, Styx, Nazareth, The Tubes o Squeeze.
Les publicacions de A&M Records van ser distribuïdes al Regne Unit a través de Stateside Records, subsidiària d'EMI, encara que a partir de 1967 ho van fer a través de Pye Records. El 1970 es va crear A&M Records of Canada, i el 1977, A&M Records of Europe. En aquesta època, el segell comença a interessar-se pels nous grups de punk britànics, i firma un contracte amb els Sex Pistols poc després que aquests fossin rebutjats per EMI. La popularitat del segell va continuar en els anys 80, amb la contractació d'exponents com Janet Jackson, The Police, Atlantic Starr, Suzanne Vega, Bryan Adams o Joe Jackson.

### Els anys de PolyGram
El 1989, A&M Records va ser adquirida per Polygram per 500 milions de dòlars. Alpert i Moss van continuar dirigint l'empresa fins al 1993, quan la van deixar en veure que PolyGram estava exercint massa pressió sobre A&M perquè aquesta s'acollís a l'estructura corporativa de PolyGram. Tanmateix, el contracte de venda firmat per A&M i PolyGram estipulava que Alpert i Moss tenien els drets de control de A&M fins a l'any 2009, pel que el duo d'empresaris va demandar a PolyGram el 1998.
El 1991, A&M va crear Perspective Records a través d'un acord amb l'equip de productors Jimmy Jam Y Terry Lewis, que va ser absorbida per A&M el 1999. A mitjans de la dècada de 1990, A&M va començar a distribuir a Polydor Records, companyia germana de PolyGram, una societat que dura fins als nostres dies.
A&M va innovar quant al màrqueting musical, ja que va ser la primera companyia discogràfica en permetre la inclusió de música dels seus artistes en videojocs, com va ser el cas de "Road Rash 3DO, de 1994, que incloïa música de Soundgarden o Therapy??.
Durant la dècada de 1990, A&M va seguir publicant àlbums de bandes comercialment reeixides com Soundgarden, Extreme, Amy Grant, Sting, Barry White, John Hiatt, Blues Traveler i Aaron Neville, així com fitxar artistes emergents com Sheryl Crow, Therapy?? o Gin Blossoms.

### Els anys d'Universal Group
El 1998, A&M Records va ser adquirida per Seagrams i inclosa a Universal Music Group. Posteriorment, es va unir a Interscope Records i Geffen Reords per formar Interscope-Geffen-A&M.
El 1999, la seu de A&M a Hollywood va haver de ser tancada el gener, la qual cosa per a molts treballadors i artistes va significar el final de la companyia: molts dels treballadors i col·laboradors de l'empresa van haver de ser acomiadats, i molts dels artistes mantinguts van haver de rescindir els seus contractes. Alpert i Moss van demandar a Universal el 2000 al·legant que havien violat l'acord contractual que exposava que A&M Records podia mantenir la seva manera corporativa.
Sota Universal Music Group, A&M va continuar editant discos supervendes d'artistes com Sting (que va aconseguir el primer disc multiplatí del segell, Brand New Day), Chris Cornell, Sheryl Crow, Bryan Adams, The Black Eyed Peas, Pussycat Dolls, Keyshia Cole o Duffy.

### A&M/Octone
El febrer de 2007, Universal Music Group va adquirir Octone Records, la qual cosa va fer que es rebategés com A&M/Octone Records, operan sota A&M Records.

## Artistes

### Actuals
- Asia Nitollano
- Ayọ
- The Black Eyed Peas (A&M/Interescope)
- Sheryl Crow
- Dropping Daylight (A&M/Octone)
- Duffy
- Envy & Other Sins
- The Faders (Polydor/A&M)
- Fergie (will.i.am Music Group/A&M)
- Flyleaf (A&M/Octone)
- Peter Frampton
- The Hives (A&M/Octone)
- Jonny Lang
- Maroon 5 (A&M/Octone)
- Melody Thornton
- Metro
- Nicole Scherzinger
- The Police
- Pussycat Dolls
- Richard Carpenter
- Simian Mobile Disco
- Snow Patrol (Polydor/A&M)
- Sting
- Tila Tequila (will.i.am Music Group/A&M)
- TG4 (TUG/A&M)
- Michael Tolcher (A&M/Octone)
- will.i.am (will.i.am Music Group/A&M)

## Segells afiliats

### Segells passats
- CTI Records (1967-1970)
- Shelter Records (a Gran Bretanya, començaments dels '70)
- Dark Horse Records (1974–1976)
- Ode Records (1970-1975)
- I.R.S. Records (1979–1985)
- Windham Hill Records (i els seus segells subsidiaris) (1982–1985)
- Gold Mountain Ltd. (1983–1985)
- Word Records (i els seus segells subsidiaris: Exit, Myrrh, Live Oak) (1985–1990)
- Nimbus Records (1987-1990)
- Delos International (1988-1990)
- Denon (1988-1992)
- Flip (1996-1998)
- TwinTone (1987-1989)
- Cypress Records (1988–1990)
- Tabu Records (1991-1993)
- Tuff Break Records (1993-1995)
- Heavyweight Records (1998)
- DV8 Records (1995-1998)
- T.W.Is.M (1996-1998)
- ANTRA Records (1998)
- 1500 (1998)

### Actuals
- A&M/Octone Records
- Polydor Records (distribució en Ee.Uu. des de 1994)
- Tropical Records
- will.i.am Music Group